# Повість про людське серце
«Повість про людське серце» (рос. «Повесть о человеческом сердце») — радянський двосерійний художній фільм 1974 року.

## Сюжет
Проводячи чергову операцію, професор-кардіолог Кримов і гадки не мав, яке місце в його житті займе ця пацієнтка. Через деякий час вона спеціально приїде до нього, коли лікар відпочивав у Ялті, і зізнається в коханні. І Кримов поступово зрозуміє, що вони дуже потрібні одне одному. Тільки ставлення до кохання у них зовсім різне…

## У ролях
- Андрій Попов —  Сергій Сергійович Кримов, кардіохірург
- Олена Козелькова — Майя Андріївна Ольхіна, пацієнтка
- Кирило Лавров — Олег Капітонович Сомов, чоловік Ольхіної
- Юхим Копелян — Микола Миколайович Бурцев, ректор
- Наталія Храбровицька — Наташа, дочка Кримова (озвучила Анна Каменкова)
- Олександр Збруєв — Євген Петрович Чумаков, докторант
- Петро Вельямінов — Іван Андрійович, чиновник
- Владислав Стржельчик — Ілля Капітонович, хірург, чиновник
- Віктор Хохряков — Стєклов, хірург
- Любов Соколова — Любов, секретар Бурцева
- В'ячеслав Тихонов — текст від автора
- Антоніна Пілюс — епізод

## Знімальна група
- Автор сценарію:  Данило Храбровицький
- Режисер:  Данило Храбровицький
- Оператор-постановник:  Анатолій Мукасей
- Художник:  Юрій Кладієнко
- Композитор:  Олександр Зацепін
- Автор віршів:  Вероніка Тушнова
- Диригент:  Емін Хачатурян
- Документальні зйомки:  Володимир Цитрон